# Otto Mueller
Otto Mueller, Otto Müller (ur. 16 października 1874 w Lubawce, zm. 24 września 1930 w Obornikach Śląskich) – niemiecki grafik i malarz ekspresjonista.

## Życiorys
W latach 1890–1894 uczył się litografii w Görlitz, 1894–1896 – studiował w Akademii Sztuk Pięknych w Dreźnie, a w latach 1898–1899 w pracowni Franza Stucka Akademii w Monachium.
Około 1910 roku dołączył do ekspresjonistycznej grupy artystycznej Die Brücke. W latach 1916–1918, podczas służby wojskowej na froncie wykonał wiele szkiców do późniejszych obrazów. Od 1919 roku wykładał w Państwowej Akademii Sztuki i Rzemiosła Artystycznego we Wrocławiu. Miał własny styl charakteryzujący się stonowaną gamą barwną z przewagą brązów, ochry, żółci, zieleni, a także wyrazistym konturem, Jego obrazy miały uproszczoną, zgeometryzowaną formę. Mueller malował głównie akty kobiece na tle pejzażu, a także liczne sceny z życia Cyganów. Mueller to także grafik, który tworzył barwne fotografie, np. Teka Cygańska.
Przykładowe dzieła:
- Dwie dziewczyny w sitowiu
- Cygańska Madonna.

Po śmierci pochowany na Cmentarzu Grabiszyńskim we Wrocławiu.

## Galeria

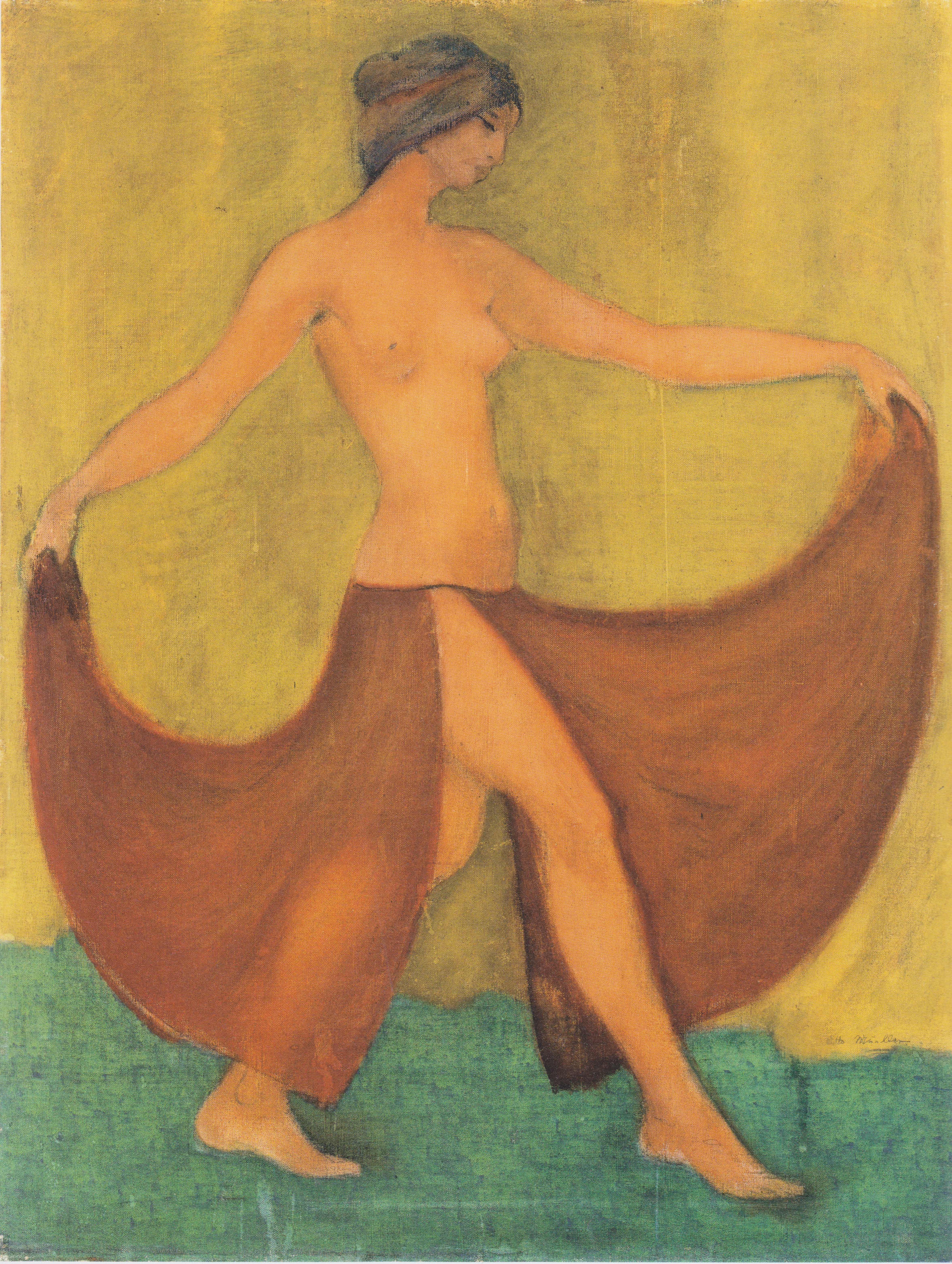
Tancerka, 1903
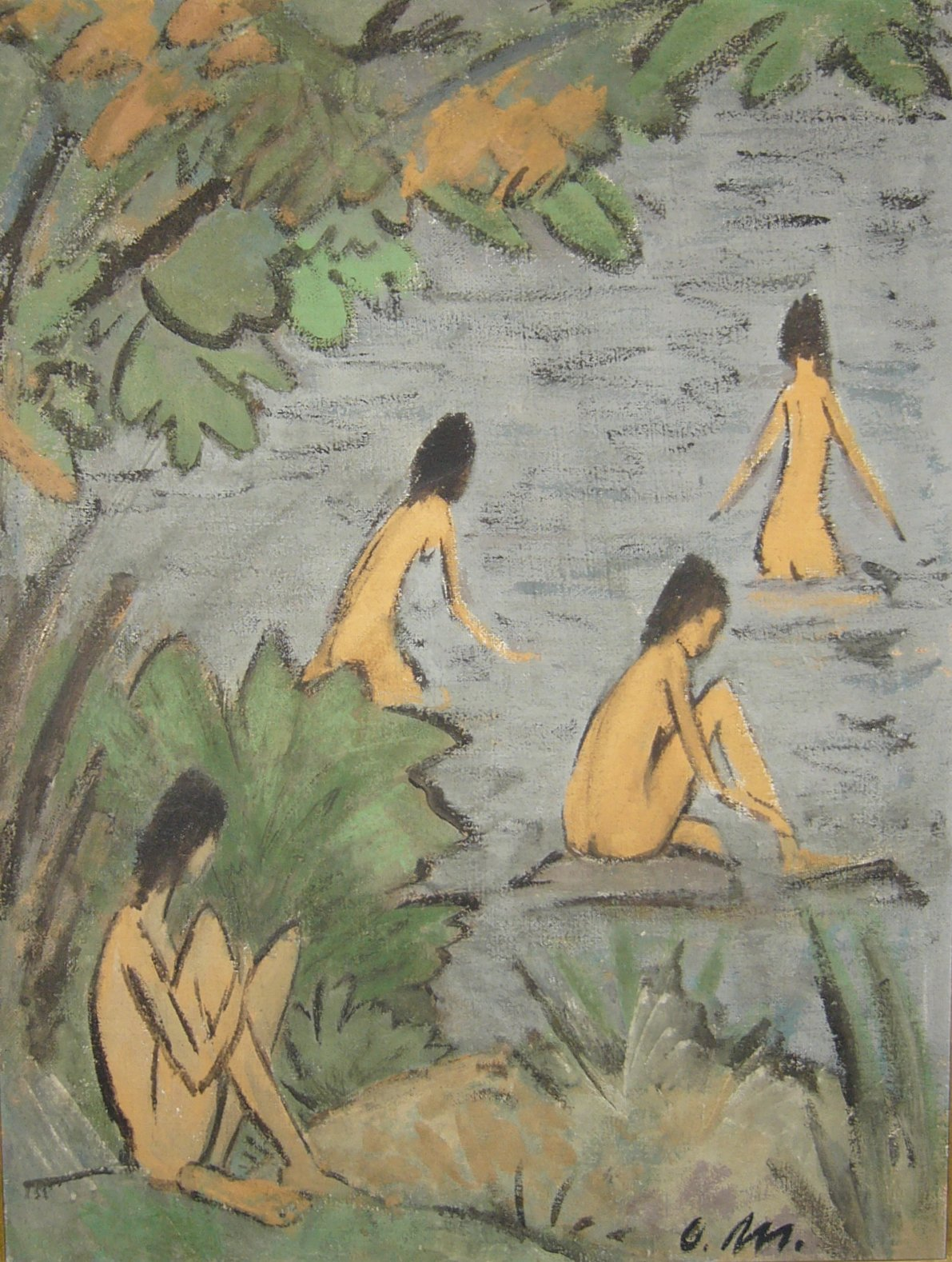
Krajobraz z kąpiącymi się, 1915
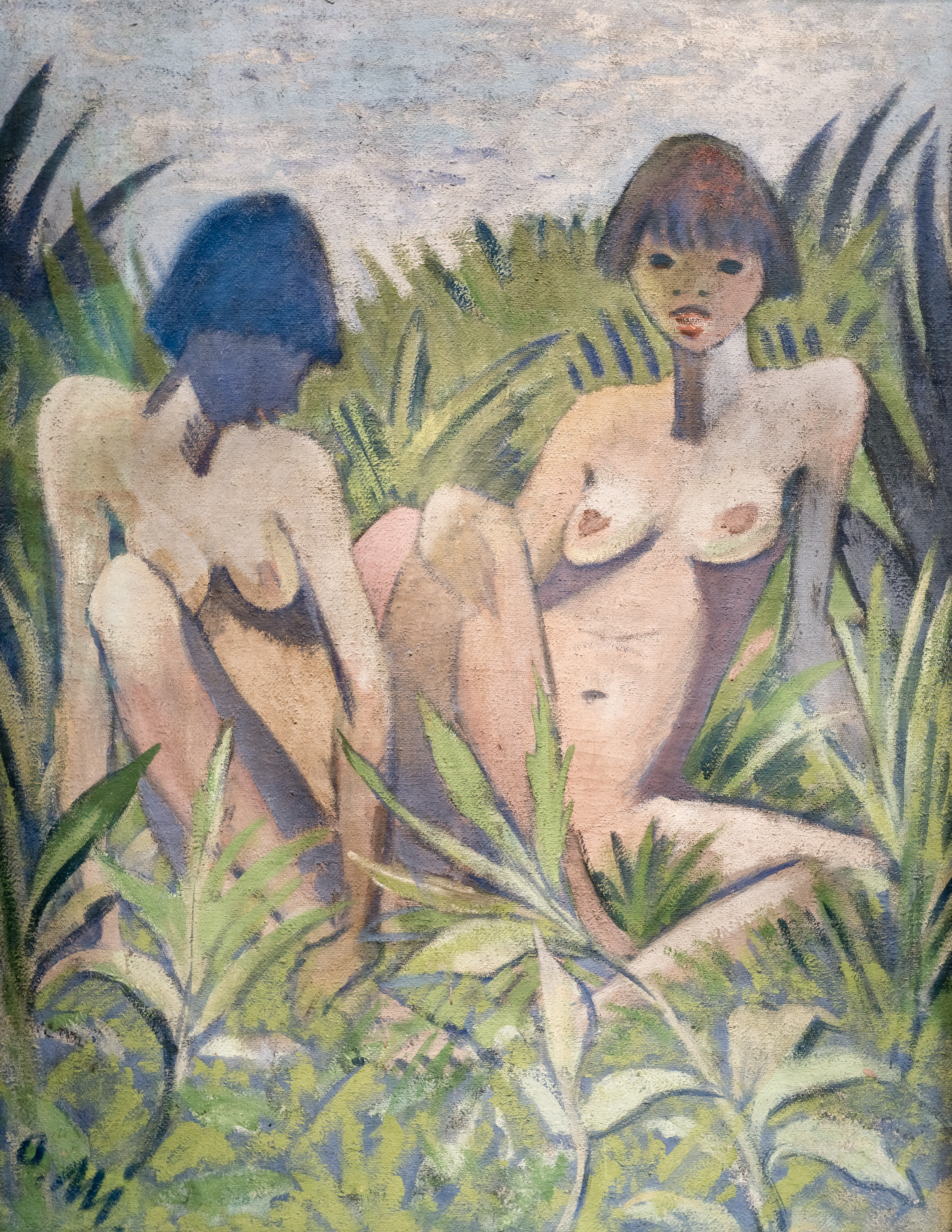
Dwie dziewczyny w sitowiu, 1926
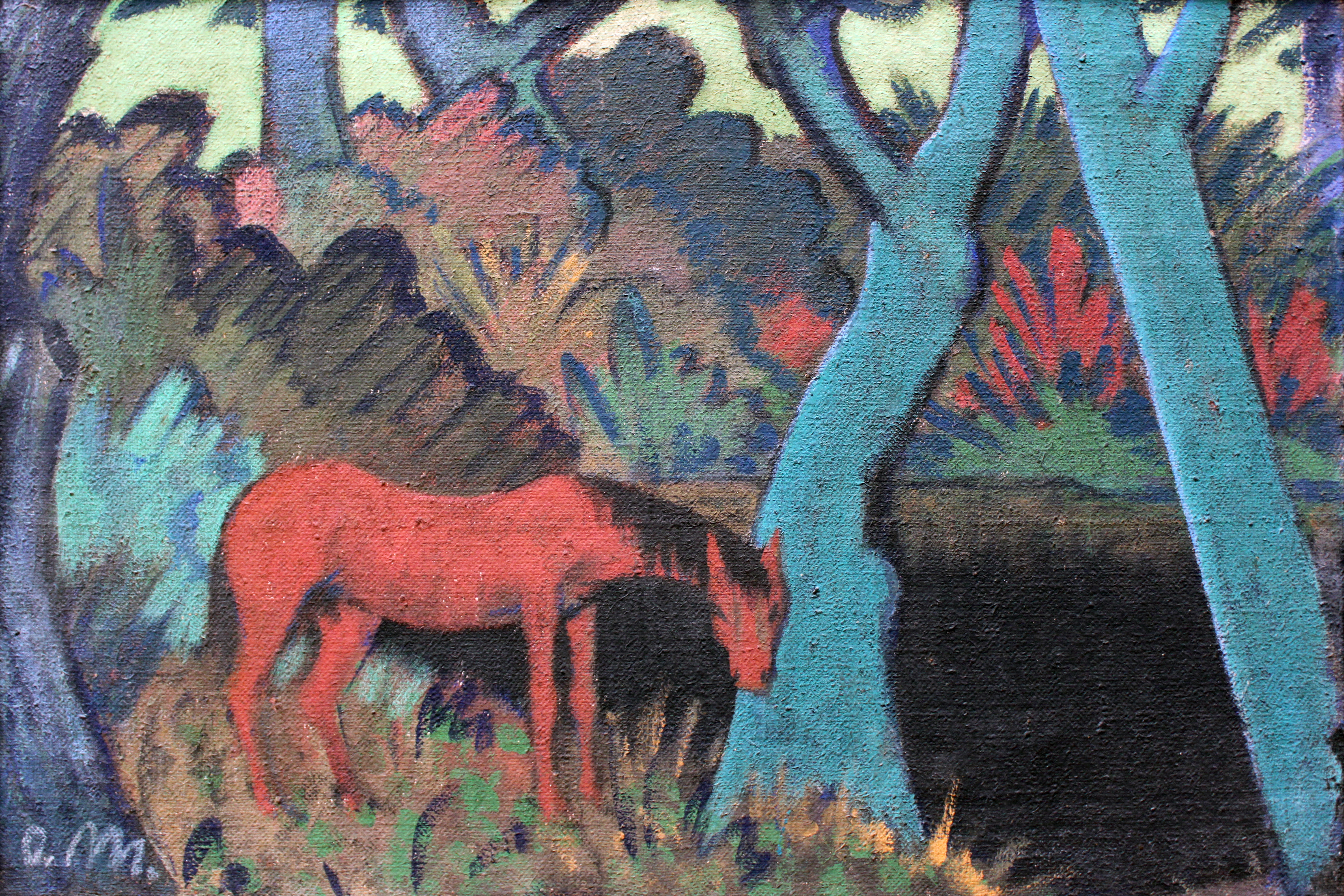
Romski koń nad czarną wodą, 1928